# Luren
Luren är en sjö i Arboga kommun i Närke och ingår i Norrströms huvudavrinningsområde.